# Franka Rajmondi
Franka Rajmondi (8. jul 1932. — 28. avgust 1988) je italijanska pevačica.
Rođena je u gradu Monopoli, u oblasti Bari, Italija. Franka Rajmondi studirala je operski pev i strane jezike. Godina 1955. našla se među pobednicima RAI takmičenja novih glasova Italije i dobila je priliku da učestvuje na San Remo festivalu 1956. godine. Pobedila je na njemu sa pesmom Aprite le finestre (Otvori prozore) te je učestvovala na Pesmi Evrovizije sa istom pesmom. Njen plasman je ostao nepoznat. Ona je postala prva pevačica koja je predstavlja Italiju na Evrosongu.
Posle Evrosonga postala je vodeća pevačica orkestra Stelari (od 1956. do 1958). 1960. godine nastupila je na festivalu u Napulju sa pesmom Canzone allantica. U kasnijim godinama manje je snimala, ali se bazirala na nastupe uživo.
Umrla je u rodnom gradu od raka 28. avgusta 1988. Opština Monopoli je u čast Franke Rajmondi 2004. održala prvo takmičenje u pevanju za žene.

## Spoljašnje veze
- Franka Rajmondi на веб-сајту  (језик: енглески)